# Randy Shilts
Randy Shilts (* 8. August 1951 in Davenport, Iowa; † 17. Februar 1994 in Guerneville, Sonoma County, Kalifornien) war ein US-amerikanischer Journalist und Autor.

## Leben
Shilts wuchs in Aurora (Illinois) mit fünf Brüdern auf. An der University of Oregon studierte er Journalismus und arbeitete an einer studentischen Zeitung, dem Oregon Daily Emerald. Noch während des Studiums hatte Shilts 1971 sein Coming-out und prägte den Slogan Come out for Shilts.
Nach Abschluss seines Studiums 1975 hatte Shilts wegen des offenen Umgang mit seiner Homosexualität zunächst Probleme, eine Anstellung als Journalist zu finden. Nachdem er einige Jahre als freier Journalist gearbeitet hatte, fand er 1981 eine Anstellung als Korrespondent bei der Zeitung San Francisco Chronicle. Shilts arbeitete als Reporter auch für die Zeitschriften The Advocate und die Fernsehstation San Francisco Bay Area.
Neben seiner Tätigkeit als Journalist schrieb Shilts drei Bücher. Sein erstes Buch The Mayor of Castro Street: The Life and Times of Harvey Milk ist eine Biografie über den schwulen Politiker Harvey Milk, der 1978 in San Francisco von einem politischen Rivalen ermordet wurde.
Shilts zweites Buch And the Band Played On: Politics, People, and the AIDS Epidemic (1980–1985) wurde 1987 publiziert, gewann den Stonewall Book Award und brachte Shilts in den Vereinigten Staaten nationale Aufmerksamkeit und literarischen Ruhm. Es ist eine extensive Recherche über die Anfangstage des AIDS-Ausbruchs in den Vereinigten Staaten. Das Buch wurde in sieben Sprachen übersetzt und vom Fernsehsender HBO 1993 unter dem Titel … und das Leben geht weiter verfilmt. In Haupt- oder Nebenrollen fanden sich unter anderem so bekannte Schauspieler wie Matthew Modine, Richard Gere, Anjelica Huston, Phil Collins, Lily Tomlin und Alan Alda. Der Film erhielt 20 Nominierungen und 9 Preise, unter anderem 1994 den Emmy Award for Outstanding Made for Television Movie.
Sein letztes Buch Conduct Unbecoming: Gays and Lesbians in the US Military: Vietnam to the Persian Gulf, das Diskriminierungen von Lesben und Schwulen im US-amerikanischen Militär aufdeckte, wurde 1993 veröffentlicht. Shilts und seine Assistenten führten während der Recherchearbeiten über tausend Interviews. Das letzte Kapitel des Buches diktierte Shilts, bereits an AIDS erkrankt, von seinem Krankenhausbett aus. Im Juni 1994 wurde das Buch mit dem Lambda Literary Award in der Kategorie Gay men’s studies ausgezeichnet.
Shilts selbst sah sich in der Rolle eines Autors von Dokumentarromanen in der Tradition von Truman Capote und Norman Mailer.
Shilts wurde im März 1987 HIV-positiv getestet. Er verstarb am 17. Februar 1994 im Alter von 42 Jahren an den Folgen von Aids. Sein Lebensgefährte Barry Barbieri beerdigte Shilts gemeinsam mit Shilts Mutter und Shilts Brüdern auf dem Redwood Memorial Gardens in Guerneville.
Shilts hinterließ der San Francisco Public Library 170 Kartons mit Notizen, Schriftstücken und gesammeltem Material. Zur Zeit seines Todes plante Shilts ein viertes Buch über das Thema Homosexualität in der römisch-katholischen Kirche.

## Werke
- The Mayor of Castro Street: The Life and Times of Harvey Milk. 1982. (deutsch: Im Namen der Hoffnung. München 1993, ISBN 3-442-41102-5)
- And the Band Played On: Politics, People, and the AIDS Epidemic (1980–1985). 1987.
- Conduct Unbecoming: Gays and Lesbians in the US Military: Vietnam to the Persian Gulf. 1993